# 韦拔群
韦拔群（1894年2月6日—1932年10月19日），原名秉吉，後改名秉乾，又改名萃，字拔群，以字行，中国广西东兰人，壮族，中国工农红军高级将领。

## 生平
韦拔群早年就读于广西政法学堂，1916年参加护国战争，同年入讲武堂学习，毕业后在贵州军队任职。1919年，韦拔群受到五四运动影响，离开军队。1921年，韦拔群回到家乡领导农民运动，曾三次攻打东兰县城。1924年，到广州农民运动讲习所学习。1925年，在东兰开办农民运动讲习所。韦拔群曾信奉无政府主义，与无政府主义者叶非英等人有来往。1928年，加入中国共产党，并担任田南道农运办事处主任，组织农民协会和武装，此后一直在广西坚持游击战。
1929年，韦拔群率部迎接了南宁兵变后撤出南宁的中共军队，并攻占了东兰县。12月11日，韦拔群率部参加百色起义，任右江工农民主政府委员、红七军第三纵队司令。
1930年10月，红七军奉命北上中央苏区，韦拔群出任红二十一师师长，率部留在广西坚持游击战。在此后一年多时间里，韦拔群部抗击了白崇禧等人的多次进攻。1932年4月，韦拔群部被围困在西山地区。10月18日夜，被其警卫刺杀。

## 影視形象

### 电影
| 演員   | 年份   | 作品           |
| 马昌钰 | 1979年 | 《拔哥的故事》 |